# Польдін Карло
Полдін Демоскі, у шлюбі Карло (5 грудня 1920 — 9 травня 2018)  — американська письменниця та старійшина племені Коюкони з корінних народів Атапаски, які проживали на території Аляски. Засновниця Асоціації корінних жителів Фербанкса (FNA), членкиня правління Комісії із святкування 200-річчя Аляски, а також консультантка Конференції вождів племені Танана (TCC).  Авторка книги Nulato: An Indian Life on the Yukon, яку присвятила сину Стюарту (загинув в автокатастрофі у 1975 році). 
Народилася в Нулато, територія Аляски. 
Одружилася з Вільямом «Біллом» Карло в 1940 році. У шлюбі народила восьмеро дітей: п'ятеро синів (Вільям-молодший, Кенні, Волтер, Гленн і Стюарт) і три дочки (Дороті, Люсі і Кетлін). Проживала у Фербанксі, штат Аляска.
Будівлю в центрі Фербанкса, що належить Асоціації корінних жителів Фербанкса FNA, в знак пошани називають Будівлею Полдайн Карло.